# Élections législatives indiennes de 1980
Les élections législatives indiennes de 1980 ont lieu les 3 et 6 janvier 1980 pour élire la VIIe Lok Sabha. 
Le Janata Party, coalition formée pour s'opposer à l'état d'urgence et à la politique de Gandhi, qui avait gagné les précédentes élections, a éclaté en cours de mandat provoquant la démission du Premier ministre Morarji Desai. Il est remplacé par Cheran Singh, qui obtient le soutien extérieur du Congrès avant que ce dernier se retire, provoquant des élections anticipées.
Ainsi, après avoir lourdement perdu le pouvoir pour la première fois en 1977, le Congrès, toujours dirigé par Indira Gandhi, revient au gouvernement.